# Aphantopus semialbescens
Aphantopus semialbescens är en fjärilsart som beskrevs av Tutt 1908. Aphantopus semialbescens ingår i släktet Aphantopus och familjen praktfjärilar. Inga underarter finns listade i Catalogue of Life.